# Tiberio Sempronio Gracco (console 238 a.C.)
Tiberio Sempronio Gracco (latino: Tiberius Sempronius Gracchus) (fl. III secolo a.C.) è stato un politico romano.

## Biografia
Fu edile nel 246 a.C. insieme a Gaio Fundanio Fundulo e durante tale anno, appoggiò il collega nell'accusa a Claudia, la figlia di Appio Claudio Cieco, la quale alla fine fu condannata ad una multa tale da costruire solo con quella il tempio della Libertà sull'Aventino. Cicerone racconta la storia in maniera differente: secondo questa versione l'imputato fu Publio Claudio Pulcro, il figlio di Appio Claudio Cieco, e non Claudia e l'accusa fu quella di aver combattuto nonostante gli auspici avversi e di essere stato sconfitto in Drepana.
Fu eletto console nel 238 a.C. con Publio Valerio Faltone. Durante il suo consolato conquistò la Sardegna, che si era ribellata al dominio cartaginese. Fu però criticato, poiché non portò a Roma prigionieri di valore.